# Negromantis gracilis
Negromantis gracilis är en bönsyrseart som beskrevs av Giglio-tos 1915. Negromantis gracilis ingår i släktet Negromantis och familjen Iridopterygidae. Inga underarter finns listade i Catalogue of Life.